# NGC 2206
NGC 2206 este o intermediate spiral galaxy⁠(d) situată în constelația Câinele Mare. A fost descoperită în 20 ianuarie 1835 de către John Herschel. Se află la o distanță de 77,98 de megaparseci de Pământ.